# Charles Wood
Charles Wood   (Armagh, 15 de juny de 1866 - Cambridge, 12 de juliol de 1926) va ser un compositor i professor irlandès; entre els seus estudiants més coneguts hi havia Ralph Vaughan Williams a Cambridge i Herbert Howells al Royal College of Music. És recordat i interpretat principalment com a compositor de música d'església anglicana, però també va escriure cançons i música de cambra, especialment per a quartet de corda.

## Biografia
Charles Wood va ser el cinquè fill i el tercer noi de Charles Wood Sr. i Jemima Wood. El nen era un corista d'aguts al cor de la propera catedral de Sant Patrici (Església d'Irlanda). El seu pare va cantar tenor com a estipendiari 'Gentleman' o 'Lay Vicari Choral' al cor de la Catedral i també era el Registre Diocesà de l'església. Era cosí de la compositora irlandesa Ina Boyle.
Wood va rebre la seva primera educació al cor de l'Escola de la Catedral i també va estudiar orgue amb dos organistes i mestres de la catedral dels "Boys of Armagh", Robert Turle i el seu successor, el doctor Thomas Marks. El 1883 es va convertir en un dels cinquanta membres de la classe inaugural del "Royal College of Music", estudiant composició amb Charles Villiers Stanford i Hubert Parry principalment, i trompa i piano secundàriament. Després de quatre anys de formació, va continuar els seus estudis al "Selwyn College" de Cambridge fins al 1889, on va començar ensenyant harmonia i contrapunt. El 1889 va assolir una plaça de professor al "Gonville and Caius College" de Cambridge, primer com a estudiós d'orgue i després com a becari el 1894, convertint-se en el seu primer director de música i organista. Va ser fonamental en el refloriment de la música a la universitat, encara que més com a professor i organitzador d'esdeveniments musicals que com a compositor. Després de la mort de Stanford el 1924, Wood va assumir el paper vacant del seu mentor com a professor de música a la Universitat de Cambridge.
Segons el seu successor a Cambridge, Edward Joseph Dent, com a professor de composició, Wood "només va ser superat pel mateix Stanford i com a professor de contrapunt i fuga va ser inigualable". Entre els seus alumnes a Cambridge hi havia Ralph Vaughan Williams, Nicholas Gatty, Arthur Bliss, Cecil Armstrong Gibbs i W Denis Browne. Dent diu que, com que Stanford no residia a Cambridge, Wood va assumir la veritable càrrega de l'ensenyament durant molts anys abans de la seva pròpia elecció com a professor de música, moment en què la seva salut ja estava minada. Va morir el juliol de 1926 després de només dos anys al càrrec.

## Vida personal
Es va casar amb Charlotte Georgina Wills-Sandford, filla de William Robert Wills-Sandford, de Castlerea, comtat de Roscommon, Irlanda, el 17 de març de 1898. Van tenir dos fills i tres filles, inclòs el tinent Patrick Bryan Sandford Wood R.A.F. (1899-1918), que va morir en un accident d'avió durant la Primera Guerra Mundial i està enterrat a Tàrent (Itàlia). L'adreça de la família a Cambridge era 17, Cranmer Road. Està enterrat a la Parròquia de l'Ascension Burial Ground a Cambridge, juntament amb la seva dona. Hi ha un monument a ell al passadís nord de la catedral de Sant Patrici, Armagh.
L'organista i compositor William G Wood (1859-1895), també associat amb Cambridge, va ser el seu germà gran.

## Música
Com el seu col·lega més conegut Stanford, Wood és recordat principalment per la seva música d'església anglicana: hi ha més de 250 obres sagrades i moltes cançons d'himnes. A més del seu servei de comunió en el mode frigi, els seus escenaris del Magnificat i del Nunc dimittis encara són populars entre els cors de les esglésies de la catedral i la parròquia, especialment els serveis en fa, re i sol, i els dos escenaris en mi bemoll. Durant La Passió, de vegades es representa la seva Passió per Sant Marc, escrita el 1920 per Eric Milner-White, l'aleshores degà del "King's College de Cambridge". Demostra l'interès de Wood per la composició modal, en contrast amb l'estil harmònic romàntic tardà que més sol emprar.
Els himnes de Wood amb orgue, Expectans expectavi, i O Thou, the Central Orb s'executen i enregistren amb freqüència; com ho són els seus himnes no acompanyats És el dia de la resurrecció, la glòria i l'honor i, el més popular de tots, la calamarsa, llum alegre i el seu equivalent menys conegut per a les veus dels homes, Gran Senyor dels Senyors. Tota la música a capella de Wood demostra una artesania exigent i un domini suprem del gènere, i no és menys enginyós en les seves obres corals acompanyades que de vegades inclouen seccions a l'uníson i tenen acompanyaments d'orgue emocionants, transmetent una calidesa satisfactòria i una riquesa d'expressió emocional adequada al seu textos escollits amb cura.
Després de la moda de l'època, Wood va compondre una sèrie de cantates corals profanes entre 1885 i 1905, incloent On Time (1897-8, ambientant Milton), Dirge for Two Veterans (1901, ambientant Walt Whitman) i A Ballad of Dundee (1904), configurant W.E. Aytoun). També hi havia madrigals (incloent If Love be Dead, ambientant Coleridge), cançons parcials (com Full Fathom Five) i cançons en solitari, una de les quals, Ethiopia Saluting the Colors (escenari de Walt Whitman) va assolir una gran popularitat.
De les obres orquestrals, tant el Concert per a piano (1886) com les Variacions de Patrick Sarsfield (1899) van romandre inèdites, tot i que les Variacions van rebre una actuació als concerts de "Queen's Hall Beecham" el 1907. Walter Starkie va dir que l'obra "mostra el seu poder per crear allò que es pot anomenar l'atmosfera irlandesa a la música". Ha estat reviscut en els temps moderns per l'Ulster Orchestra, dirigida per Simon Joly. No obstant això, sembla que Wood va perdre la confiança i va abandonar el mitjà orquestral després de 1905. Tres simfonies i una òpera van quedar sense acabar.
També va compondre vuit quartets de corda (sis numerats, més les Variacions sobre una melodia popular irlandesa i un primer fragment de moviment en sol menor), que abastaven entre 1885 i 1917. Els primers quartets mostren la influència de Brahms, però del número 3 en la menor (1911) sorgeix una veu més personal, en part mitjançant l'ús de melodies populars irlandeses i melodies de ball com a material temàtic. Hi ha un enregistrament modern del número 3 del Lindsay Quartet i el London Chamber Ensemble n'ha gravat el número 6 per al seu llançament el 2024. Els quartets van ser editats després de la mort del compositor per Edward Dent i publicats en una edició recopilada per Oxford University Press el 1929.
Wood va col·laborar amb el sacerdot i poeta George Ratcliffe Woodward en el renaixement i la popularització de melodies renaixentistes de nous textos religiosos anglesos, en particular en la coedició de tres llibres de nadales, inclòs The Cowley Carol Book. La seva col·laboració també va produir Songs of Syon. Va ser cofundador (el 1904) de la "Irish Folk Song Society". L'arranjament de Wood de The Irish Famine Song (The Praties They Grow Small Over Here) va ser gravat a principis dels anys 20 pel tenor rus Vladimir Rosing, i publicat a Vocalion A-0168.

## Enregistraments
- Himnes, vol. 1 i Vol. 2 (2003), Cor de Gonville i Caius College. Priory Records (2001, 2003)
- The Choral and Organ Music of Charles Wood, Blackburn Cathedral Choir, David Goodenough (orgue). Priory Records (1995)
- Nunc dimittis en si bemoll (llatí, à 6, a capella) (1916), Expectans expectavi (1919), Era el desig de la meva ànima, Oh tu l'orbe central ( 1915), Charles Wood Singers, David Hill, Philip Scriven (òrgan), Regent REGCD567 (2023)
- St Mark's Passion, Choir of Jesus College, Cambridge, Jonathan Vaughn (òrgan). Naxos 8.570561 (2008)
- Septet, Berkeley Ensemble, enregistrament disponible a YouTube
- Quartet de corda núm. 3 en la menor, Lindsay String Quartet, ASV CD DCA879 (1993)
- String Quartet No 6 in D, London Chamber Ensemble, properament (2024)